# Campionato mondiale di scherma 1966
Il Campionato mondiale di scherma del 1966 si è svolto a Mosca in Unione Sovietica. Le competizioni sono iniziate il 6 luglio e sono terminate il 16 luglio 1966.
Sono stati assegnati 2 titoli femminili e 6 titoli maschili:
- femminile
  - fioretto individuale
  - fioretto a squadre
- maschile
  - fioretto individuale
  - fioretto a squadre
  - sciabola individuale
  - sciabola a squadre
  - spada individuale
  - spada a squadre

## Risultati

### Uomini
| Evento                          | Oro                                                                                     | Argento                                                                                           | Bronzo                                                                           |
| Spada                           |                                                                                         |                                                                                                   |                                                                                  |
| Spada individuale (dettagli)    | Aleksej Nikančikov                                                                      | Claude Bourquard                                                                                  | Bogdan Gonsior                                                                   |
| Spada a squadre (dettagli)      | Francia Claude Bourquard Jacques Brodin Yves Dreyfus Jean-Pierre Allemand Yves Boissier | Unione Sovietica Vladimir Godžiev Guram Kostava Grigorij Kriss Aleksej Nikančikov Jurij Smoljakov | Svezia Karl-Erik Broms Hans Lagerwall Lars-Erik Larsson Jan Skogh Carl von Essen |
| Fioretto                        |                                                                                         |                                                                                                   |                                                                                  |
| Fioretto individuale (dettagli) | German Svešnikov                                                                        | Jean-Claude Magnan                                                                                | Viktor Putjatin                                                                  |
| Fioretto a squadre (dettagli)   | Unione Sovietica German Svešnikov Viktor Putjatin Jurij Šarov Jurij Sisikin Mark Midler | Ungheria Béla Gyarmati József Gyuricza Jenő Kamuti László Kamuti Sándor Szabó                     | Polonia Egon Franke Adam Lisewski Ryszard Parulski Janusz Różycki Witold Woyda   |
| Sciabola                        |                                                                                         |                                                                                                   |                                                                                  |
| Sciabola individuale (dettagli) | Jerzy Pawłowski                                                                         | Tibor Pézsa                                                                                       | Zoltán Horváth                                                                   |
| Sciabola a squadre (dettagli)   | Ungheria Péter Bakonyi Tibor Pézsa Tamás Kovács Zoltán Horváth Miklós Meszéna           | Unione Sovietica Umjar Mavlichanov Nugzar Asatiani Mark Rakita Jakov Ryl'skij Ėduard Vinokurov    | Francia Claude Arabo Jacques Lefèvre Serge Panizza Marcel Parent Bernard Vallée  |

### Donne
| Evento                          | Oro | Argento                                                                                           | Bronzo |
| Fioretto                        | |                                                                                                   | |
| Fioretto individuale (dettagli) | Tat'jana Petrenko-Samusenko                                                                                             | Aleksandra Zabelina                                                                               | Galina Gorochova                                                                                           |
| Fioretto a squadre (dettagli)   | Unione Sovietica Tat'jana Petrenko-Samusenko Aleksandra Zabelina Galina Gorochova Valentina Prudskova Diana Nikančikova | Ungheria Ildikó Farkasinszky-Bóbis Mária Gulácsy Paula Marosi Ildikó Rejtő Lídia Dömölky-Sákovics | Francia Marie-Chantal Demaille Brigitte Gapais Claudette Herbster-Josland Annick Level Catherine Rousselet |

## Medagliere
| Posizione | Nazione          |   |   |   | Totale |
| --------- | ---------------- | - | - | - | ------ |
| 1         | Unione Sovietica | 5 | 3 | 2 | 10     |
| 2         | Ungheria         | 1 | 3 | 1 | 5      |
| 3         | Francia          | 1 | 2 | 2 | 5      |
| 4         | Polonia          | 1 | 0 | 2 | 3      |
| 5         | Svezia           | 0 | 0 | 1 | 1      |
| Totale    | Totale           | 8 | 8 | 8 | 24     |